# Elseid Hysaj
Elseid Gëzim Hysaj, född den 20 februari 1994 i Shkodra i Albanien, är en albansk fotbollsspelare som spelar för italienska Lazio. Han spelar även i Albaniens landslag. Hysaj slog igenom i Empoli som lite och har sedan dess spelat i italienska klubblag.